# Ферейданці

Місто Ферейдуншехр, де переважно проживають ферейданці

Ферейданці (груз. ფერეიდნელი) — етнографічна група грузинів, що проживають у західному Ірані в районі міста Ферейдуншехр. Розмовляють на ферейданському діалекті грузинської мови.
Антропологічно у ферейданців середній зріст, прямий довгий широкий ніс, широке обличчя, світло-каштанове і чорне волосся.
Сповідують іслам шиїтського толку (джафарітський мазхаб). Нащадки грузин Кахетії і Сангіло-Еретії (східна Грузія), насильно переселених в Іран на початку XVII століття шахом Аббасом I.